# Mark Vandenbos
Mark Vandenbos (1960) is een Belgische acteur, regisseur en filosoof.

## Biografie
Hij volgde de theateropleiding bij Senne Rouffaer aan het Koninklijk Conservatorium in Brussel. Daarna studeerde hij verder aan het Koninklijk Conservatorium in Gent. Achteraf volgde hij een periode de lessen aan het Lee Strasberg Theatre Institute te Londen. Sindsdien werkt hij voor theater, televisie en film. Met Franz Marijnen als intendant van de Koninklijke Vlaamse Schouwburg bleef hij als vast acteur aan het KVS-gezelschap verbonden (1995–2000). De laatste jaren speelde hij voornamelijk bij toneelproducties De Tijd in Antwerpen.
Hij acteerde ook in het Franstalige theater, bij Théâtre Varia te Brussel en Théâtre de la Place te Luik. In 2004 richtte hij met Franstalige acteurs het "Theatercollectief Cape Cod" op. Hij probeerde bij deze acteursgroep het ‘denkend spelen’ te introduceren, als reactie op het klassieke, declamatorische roepen in het Franstalige theater. Hij regisseerde, speelde in "C’était Hier" (Old Times) van Harold Pinter.
Aan de Universiteit Gent (UGent) studeerde hij wijsbegeerte en internationale politiek.

## Filmografie

### Televisieseries
- Heterdaad (1997)
- Recht op Recht (2001)
- Flikken (2001 - Roel De Troch en 2008 - Freddy Boenders)
- Wittekerke (2001-2003 - Laurens Pattyn)
- Witse (2004)
- Kinderen van Dewindt (2007)
- Aspe (2008)
- David (2009-2010)
- Code 37 (2011)
- Deadline 14/10 (2012)
- Aspe (2013)

### Films
- Windkracht 10: Koksijde Rescue (2006)
- Los (2008)
- Adem (2010)

## Theateroverzicht
- Nietzsches tranen (2007-2008)
- Peter Handke en de wolf (2005-2006)
- Emilia Galotti (2004-2005)
- Prinsenhof (2003-2004)
- Moeders gaan dood (2002-2003)
- Zomergasten (2002-2003)
- Am ziel (2000-2001)
- Het Aards Paradijs (1999-2000)
- Marieslijk (1999-2000)
- Na de regen (1999-2000)
- Top Dogs (1998-1999)
- Terwijl ik stierf (1998-1999)
- Tartuffe (1997-1998)
- Othello (1997-1998)
- Oresteia (1996-1997)
- De affaire van de rue de Lourcine (1996-1997)
- De Storm (1996-1997)
- Kasimir en Karoline (1995-1996)
- Dantons Dood (1995-1996)
- Mijn hondemond (1994-1995)
- Nora (1993-1994)